# 須藤友徳
須藤 友徳（すどう とものり、1978年 - ）は、日本のアニメーター、キャラクターデザイナー、アニメ演出家、アニメ監督。神奈川県出身。ufotable所属。

## 人物
じゃんぐるじむ出身。『住めば都のコスモス荘 すっとこ大戦ドッコイダー』の第1話「ドッコイダー登場でドッコイ」よりufotableに参加。『ニニンがシノブ伝』の第8回（Aパート）「忍、化けるの巻」で一人原画を務め、『フタコイ オルタナティブ』では主に勝負カットを多く担当。『コヨーテ ラグタイムショー』で初のキャラクターデザイン、劇場アニメ『劇場版 空の境界 未来福音』にて初監督を務める。
アニメーターの碇谷敦とは専門学校時代の同級生であり、須藤が参加する作品でキャラクターデザイン、演出を任せることがある。ufotable所属の恒松圭は演出の師であり、『劇場版 空の境界 未来福音』で監督に任命された際、「未来福音の前にコンテ・演出を経験したい」と要望したことがきっかけとなり、恒松のもとで『Fate/Zero』の第5話「凶獣咆吼」の絵コンテ・演出を務め演出家としてデビューした。
趣味は熱帯魚であり、ハードロックと小説が好き。中でも好きな小説家はフィリップ・K・ディック。2006年当時はufotable社内にハムスターを飼っていた。
同人ゲーム『月姫』発売当初からのTYPE-MOON作品のファンとして知られる。作品では『月姫』や『Fate/stay night』、キャラクターでは弓塚さつきや間桐桜が好きであり、その熱量は原作者の奈須きのこが認めるほど。奈須は「熱心なファンであっても、ここまで読み込んでいる人は稀だ」とインタビューで話している。2003年、『月姫』のアニメ化を聞きつけた際には、人づてに紹介してもらい『真月譚 月姫』（J.C.STAFF制作）のepisode 8「檻髪」の原画として参加。この作品で初めてTYPE-MOON作品に関わることになる。その後、2007年公開の劇場アニメ『空の境界』より、ufotableが手掛けるTYPE-MOON作品で武内崇原案のキャラクターデザインを手掛ける。同時に作画監督、『Fate/stay night [Unlimited Brade Works]』からは総作画監督も務めた。劇場版『Fate/stay night [Heaven's Feel]』では自ら監督に立候補し、監督・絵コンテ・キャラクターデザイン・総作画監督を担当する。本作の熱心なファンであった須藤は、企画の際にアニメオリジナルシナリオに変更を行おうとした原作者の奈須に対して、百科事典並みの厚さのある全3章分の設定・プロット・仮シナリオなどが書かれた手描きの企画書を提出して奈須を驚かせたという。また、TYPE-MOONのエイプリルフール企画にも数度ゲスト参加している。
須藤がTYPE-MOONのファンになるきっかけとなり、アニメ版の原画マンとしても参加した経験のある『月姫』に関しては、2021年発売の『月姫 -A piece of blue glass moon-』にてOPアニメーションのキャラクターデザイン・作画監督を担当。本作は、原作者の奈須きのことプロデューサー・キャラクターデザイナーの武内崇の要望によりufotableへ制作依頼が来たが、当時、監督・キャラクターデザイン・総作画監督として『劇場版 Fate/stay night [Heaven's Feel] 第二章』を制作中であった須藤は「自分にキャラクターデザインをやらせてほしい」と立候補。第三章制作終了後にキャラクターデザイン・作画監督として現場に参加した。

## 作風
『劇場版 空の境界』以降、武内デザインのキャラクターを10年以上、アニメーション向けにデザインし続けている。また、植物や熱帯魚が好きで、自宅に熱帯魚を飼っている影響もあり、植物や熱帯魚の作画、演出にこだわる傾向がある。『劇場版 空の境界 未来福音』や『劇場版 Fate/stay night [Heaven's Feel]』では植物や熱帯魚を演出の一つとして取り入れている。
原画マン出身の演出家としてレイアウトにこだわりを持っている他、表情芝居による心理描写の表現にこだわっている。一方で、『劇場版 Fate/stay night [Heaven's Feel]』では、一般的な監督のように原画の初期段階で演出作業を行わずに演出作業に他の演出家を立て、代わりに須藤は総作画監督として原画の最終段階で全カットの芝居の監修・修正を行った。これは、演出経験よりも作画監督のキャリアの方が長い須藤にとって、この制作体制の方がやりやすいことから取り入れられた手法である。
演出作業をあまり行わない一方で、絵コンテは背景も含めレイアウトと遜色の無いほど描き込む傾向にあり、須藤のもとで演出を務めた経験のある碇谷は「須藤の絵コンテが非常に作り込まれていたため基本的に絵コンテ通りの作業を行うだけでよかった」と評しており、須藤の監督作品に出演した声優の杉山紀彰や下屋則子からも「絵コンテが本当にきれいで、表情や感情がとても掴みやすい」と評している。
原画マンとしてレイアウトに定評があり、『劇場版 空の境界』や『Fate/Zero』など多くの作品でメインキービジュアルを担当している。作画監督としては、原画マンの癖を全て修正することを好まず、自身が描かないような表情やポーズの他、デザインと多少離れている原画でも良い所は残すようにしている。

## 作品リスト

### テレビアニメ
- コレクターユイ（1999年） - 動画
- こちら葛飾区亀有公園前派出所（1999年 - 2000年） - 動画
- クレヨンしんちゃん（1999年 - 2000年） - 動画
- だぁ!だぁ!だぁ!（2000年） - 動画
- メダロット魂（2000年 - 2001年） - 原画
- ポケットモンスター（2002年） - 動画
- ポケットモンスター アドバンスジェネレーション（2002年 - 2003年） - 動画
- ポケットモンスター サイドストーリー（2002年） - 動画
- PIANO（2003年） - 動画
- NARUTO -ナルト-（2003年 - 2004年） - 原画
- 住めば都のコスモス荘 すっとこ大戦ドッコイダー（2003年） - 原画
- R.O.D -THE TV-（2003年） - 原画
- 真月譚 月姫（2003年） - 原画
- 花右京メイド隊-LaVerite-（2004年） - 原画
- 忘却の旋律（2004年） - 原画
- ニニンがシノブ伝（2004年） - 原画
- KURAU Phantom Memory（2004年） - 原画
- ローゼンメイデン（2004年） - 原画
- フタコイオルタナティブ（2005年） - 原画
- LOVELESS（2005年） - 原画
- ハチミツとクローバー（2005年） - 原画
- あかほり外道アワーらぶげ（2005年） - 原画
- ガン×ソード（2005年） - 原画
- 苺ましまろ（2005年） - 原画
- 灼眼のシャナ（2005年 - 2006年） - 原画
- 銀色の髪のアギト（2006年） - 原画
- コヨーテ ラグタイムショー（2006年） - キャラクターデザイン、作画監督、原画
- がくえんゆーとぴあ まなびストレート!（2007年） - 作画監督、作画監督補佐、作画監督協力、原画
- 刀語（2010年） - 原画
- Fate/Zero（2011年 - 2012年） - キャラクターデザイン（碇谷敦と共同）、絵コンテ・演出（第5話）、作画監督、原画、第二原画
- Fate/stay night [Unlimited Blade Works]（2014年 - 2015年） - キャラクターデザイン（碇谷敦、田畑壽之と共同）、総作画監督（碇谷敦、田畑壽之と共同）、作画監督
- GOD EATER（2015年 - 2016年） - 作画監督、作画監督協力、第2原画
- テイルズ オブ ゼスティリア ザ クロス（2016年） - オープニング原画、作画監督
- 鬼滅の刃
  - 竈門炭治郎 立志編（2019年） - OP原画、原画
  - 無限列車編（2021年） - ED絵コンテ・演出・作画監督
  - 遊郭編（2021年 - 2022年） - ED絵コンテ・演出・作画監督・原画

### 劇場アニメ
- クレヨンしんちゃん 嵐を呼ぶジャングル（2000年） - 動画
- 劇場版ポケットモンスター 水の都の護神 ラティアスとラティオス（2002年） - 動画
- 空の境界 全8章（2007年 - 2010年） - キャラクターデザイン、作画監督、原画（第6章、終章）
- 空の境界 未来福音（2013年） - 監督、キャラクターデザイン、作画監督
  - 空の境界 未来福音 extra chorus（2013年） - キャラクターデザイン、作画監督
- Fate/stay night [Heaven's Feel] 全三章（2017年 - 2020年） - 監督、キャラクターデザイン（碇谷敦、田畑壽之と共同）、総作画監督
  - 第一章 presage flower（2017年） - 絵コンテ（三浦貴博と共同）
  - 第二章 lost butterfly（2019年） - 絵コンテ（三浦貴博と共同）
  - 第三章 spring song（2020年） - 絵コンテ（三浦貴博、恒松圭と共同）
- 劇場版 鬼滅の刃 無限列車編（2020年） - 作画監督

### OVA
- みずいろ（全年齢版）（2003年） - 動画
- 蒼い海のトリスティア（2004年） - 原画
- 最終兵器彼女 Another love song（2005年） - 原画
- テイルズ オブ シンフォニア THE ANIMATION（2007年） - 原画
- トリコ（2009年） - 原画
- 灼眼のシャナS（2009年） - OP原画
- ギョ（2011年） - 原画

### ゲーム
- テイルズオブエクシリア（2011年） - 原画
- テイルズオブエクシリア2（2012年） - 原画
- Fate/stay night [Réalta Nua]（2012年） - キャラクターデザイン、総作画監督
- Fate/hollow ataraxia（2014年） - キャラクターデザイン、総作画監督
- Fate/Grand Order（2016年） - コラボCMキャラクターデザイン、絵コンテ、作画監督、概念礼装イラスト
- 月姫 -A piece of blue glass moon-（2021年予定） - キャラクターデザイン、作画監督

### イラストレーション
- 自衛隊徳島地方協力本部 平成22年度採用用自衛官募集ポスター（2010年）原画：村上 龍之介 / 監修：須藤友徳
- いざ志願! おひとりさま自衛隊（2010年：文藝春秋、2013年：文春文庫） 著：岡田真理 / イラストレーター：須藤友徳（ufotable）
- TYPE-MOON エイプリルフール企画 「路地裏さつき ヒロイン十二宮編」（制作協力、2013年4月1日） - 「首切りバニー 両儀式」 デザイン・原画：須藤友徳
- TYPE-MOON エイプリルフール企画 「TMitter2015」（制作協力、2015年4月1日） - 「間桐桜」 原画：須藤友徳